# مشغل نظام النقل
مشغل نظام النقل (بالإنجليزية: Transmission System Operator) هي الجهة المسئولة عن نقل الطاقة سواء كانت في شكل غاز طبيعي أو طاقة كهربائية على مستوى وطني أو إقليمي، وذلك باستخدام البنية التحتية المناسبة.
وتم تعريف المصطلح من قبل المفوضية الأوروبية، حيث تم ذكرها في المادة 10 من تعليمات نقل الكهرباء والغاز لعام 2009.
نظرا لتكلفة إنشاء البنية التحتية للنقل مثل خطوط الكهرباء الرئيسية أو الخطوط الرئيسية للغاز ونقاط الإتصال بينهما، عادة ما يكون مشغل نظام النقل محتكرًا طبيعيًا، ويخضع غالبًا للوائح والقوانين.
في مجال الطاقة الكهربية، مشغل نظام النقل هو المسئول عن نقل الطاقة من محطات التوليد إلي محطات التوزيع.
أما في مجال الغاز الطبيعي، فيستقبل مشغل نظام النقل الغاز من المنتجين وينقله عبر خطوط الأنابيب إلى شركات توزيع الغاز.
وتمتلك الولايات المتحدة الأمريكية فئات تنظيمية مماثلة مثل: مشغل نظام مستقل (ISO) ومنظمة نقل إقليمية (RTO).

## الدور في نقل الطاقة الكهربية
السلامة والدقة من المسائل الحاسمة بالنسبة لمشغل نظام النقل، فأي فشل في الشبكة أو في مصادر توليد الطاقة الكهربائية ينتشر إلي عدد كبير جدًا من العملاء، مسببًا مخاطر بشرية وتلف في الممتلكات. المخاطر الطبيعية وعدم تساوي التوليد مع الإستهلاك هما أهم الأسباب التي تؤخذ في الاعتبار.
ولتقليل احتمال حدوث فشل في الشبكة، يجب أن يكون مشغلوا أنظمة النقل الإقليميون أو الوطنيون على اتصال دائم ببعضهم البعض.

### عمليات سوق الكهرباء
دور مشغل نظام النقل في سوق الكهرباء هو إدارة أمن نظام الطاقة وتنسيق الطاقة المولدة مع الحمل المطلوب بطريقة تتجنب تقلبات التردد أو انقطاع التوليد.
من الممكن أن تتولى شبكة توزيع الكهرباء وظيفة مشغل نظام، أو تكون مستقلة تمامًا. وغالبًا ما تكون مملوكة كليًا أو جزئيًا للحكومة.
ويتطلب من مشغل النظام الحفاظ على استمرارية نقل الحمل من محطات التوليد إلى المستهكلين (ثانية بثانية)، وتوفير احتياطي لضمان التشغيل في حالات الطوارئ المفاجئة. ويتم ذلك عن طريق نظم الاتصالات والتحكم.

## الدور في نقل الغاز
مشغل نظام نقل غاز هو المسئول عن نقل الغاز من المنتجين سواء كانوا محليين أو إقليميين ونقلها عبر الانابيب إلى شركات توزيع الغاز، وضمان الإدارة المثلى لعملاء النقل.